# قشلاق حضرت قلي أبوالحسن (مقاطعة بيله سوار)
قشلاق حضرت قلي أبوالحسن (بالفارسية: قشلاق حضرت قلی ابوالحسن) هي منطقة سكنية تقع في إيران في أردبيل. يقدر عدد سكانها بـ 16 نسمة .